# Никола Христић
Никола Христић (Сремска Митровица, 10. август 1818 — Београд, 26. новембар 1911) био је српски политичар. Христић је био министар у влади и председник Владе.

## Биографија
Прешао је у Србију 1840. године и запослио се у државној служби, као чиновник у правосудној, па полицијској струци. 1856. године постаје управник вароши Београда. По повратку кнеза Милоша 1859. године закратко је смењен, али га Милош враћа на исти положај. Кнез Михаило Обреновић га узима за министра унутрашњих дела 1860. године, а 1867. године постаје и председник владе, што остаје све до кнежеве погибије 1868. године. Том приликом истог дана хапси атентаторе, осуђује их по кратком поступку и даје на стрељање. Био је потпуно одан кнезу Михаилу на начин старог чиновника. По замисли кнеза, завео је полицијски режим и гушио либералну опозицију, искоренио је хајдучију и чврсто контролисао општине.
По погибији кнеза Михаила и формирању нове владе је пензионисан. У политику га враћа краљ Милан тек 1883. године као председника владе и министра унутрашњих послова. Угушио је Тимочку буну. 1884. године постављен је за потпредседника Државног савета. 1888. године поново је председник владе како би спровео развод брака и одржао мир по абдикацији краља Милана. Следеће године је поново пензионисан, а 1894. године по четврти пут је постао председник владе по обустави устава из 1888. године када је требало средити политичко стање у земљи. Средином 1895. године разрешен је и поново постављен за председника Државног савета. Коначно је пензионисан 1901. године.
Никола Христић остао је запамћен као веома способан администратор и лично поштен човек конзервативних погледа.— Слободан Јовановић
Био је ожењен Јулијаном, унуком Томе Вучића Перишића са којом је имао дванаесторо деце, међу којима је и министар Коста Христић чији је син композитор Стеван Христић.
Преминуо је у Београду 26. новембра и сахрањен 28. новембра 1911. године. Опело је у Вазнесенској цркви вршио епископ жички Сава Дечанац, а били су присутни краљ Петар I и Никола Пашић који га је из цркве изнео.